# Hamoun-e-Hirmand

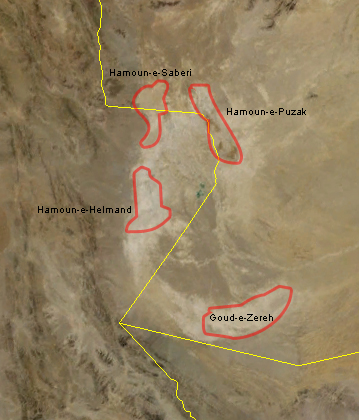
Afbeelding van de locatie van de 3 Hamouns en de Goud-e-Zereh in 2004, ten tijde dat alle meren zijn opgedroogd

Het Hamoun-e-Hirmand is een endoreïsch meer dat volledig in Iran ligt. Dit meer is onderdeel van een belangrijk draslandsysteem, dat bestaat uit drie meren of hamouns, Hamoun-e-Puzak, Hamoun-e-Saberi en Hamoun-e-Hirmand. Hamoun-e-Saberi en Hamoun-e-Hirmand staan beide op de lijst van belangrijke draslanden zoals opgesteld in de Conventie van Ramsar.
Het Hamoun-e-Hirmand wordt elk jaar (bij)gevuld door water uit het irrigatiegebied ten oosten van dit meer en door water dat afkomstig is van het Hamoun-e-Saberi. Als het geheel gevuld is, heeft het een geschatte diepte van één à twee meter. Op de gelinkte satellietfoto is te zien hoe het meer de afgelopen jaren te lijden had van de droogte. Het meer is te herkennen aan de lichte kleur, waar het omgeven is door bruine en groene vlakken. Aan de rand, midden op de foto, is een dode vulkaan als bruine punt te zien.
Indien alle drie de hamouns volledig zijn gevuld, stroomt het water naar het eindpunt van de rivier de Helmand, namelijk de Goud-e-Zereh.